# Blake en Mortimer
De avonturen van Blake en Mortimer (Frans: Les aventures de Blake et Mortimer) is een stripreeks, oorspronkelijk van de Belgische auteur Edgar P. Jacobs.
De strip verscheen voor het eerst in het Belgische stripblad Tintin in 1946. In Nederland verschenen de verhalen vanaf 1946 in Kuifje Weekblad en vanaf 1964 in Pep/Sjors.

## Inhoud
De serie volgt de avonturen van de vrienden professor Philip Mortimer en kapitein Francis Blake, een spion bij de MI5. Hoewel de strip is genoemd naar beide hoofdpersonen, is professor Philip Mortimer de belangrijkste hoofdpersoon. Het is Mortimer die vaak in moeilijke situaties belandt, waarna hij hulp krijgt van zijn vriend kapitein Francis Blake. Hun eeuwige vijand, die in bijna alle verhalen opduikt, is kolonel Olrik. Daarnaast spelen er enkele andere vaste personages mee, zoals Olriks handlanger Sharkey en de agent Pradier.
Edgar P. Jacobs situeerde zijn verhalen over het algemeen in de tijd waarin hij zelf leefde. De eerste verhalen spelen zich dus af in de jaren '40, terwijl zijn laatste eigen verhaal (De 3 formules van Professor Satô) zich afspeelt in de jaren '70 van de twintigste eeuw.
De verhalen die na het overlijden van Jacobs door diverse stripauteurs zijn gemaakt, spelen zich af eind jaren '50 en begin jaren '60. Deze verhalen bevatten in vergelijking met de verhalen van Jacobs zelf meer thrillerelementen en wat minder sciencefiction. Bovendien schuilt er nog weleens een knipoog in: Het Voronov-complot schetst de ontmoeting tussen Paul McCartney en John Lennon.

## Belangrijke nevenpersonages
Naast Blake en Mortimer spelen onderstaande personages ook een grote rol.
OlrikDe steeds terugkerende aartsvijand van Blake en Mortimer. Hoewel hij een onverbeterlijke slechterik is, slaagt hij er nooit in zijn vijanden te verslaan. Op het einde van de strips wordt hij meestal ook slachtoffer. Aan het einde van het verhaal Het geheim van de piramide wordt hij krankzinnig als straf voor zijn slechte daden. In het volgende verhaal, Het Gele Teken maakt dokter Septimus hier misbruik van. In enkele verhalen (zoals Het raadsel van Atlantis) wordt stellig de indruk gewekt dat Olrik om het leven komt, maar in een volgend verhaal blijkt hij toch weer gewoon te zijn ontkomen; hoe wordt nergens duidelijk. Olriks uiterlijk is gebaseerd op dat van Edgar P. Jacobs zelf.
NasirAhmed Nasir is de trouwe Sikh-bediende van Mortimer. Blake en Mortimer ontmoeten hem voor het eerst in Het geheim van de Zwaardvis, deel 1, waarin Nasir nog sergeant is van het 5de bataljon van het Makran Levy Corps. In de latere avonturen komt hij minder vaak voor. In De Sarcofagen van het zesde continent keert hij terug als medewerker van de Indiase geheime dienst.
SharkeyDe vaste handlanger van Olrik. Hij lijkt in een helikopter om het leven te komen aan het eind van het verhaal De 3 formules van professor Sato.
RazulDe Bezendjas genoemd (mogelijk een verwijzing naar een stam van de Brahui uit Baluchistan). Hij is een andere handlanger van Olrik en komt voor in de verhalen Het Geheim van de Zwaardvis en Het Mysterie van de Grote Piramide en keert terug in Het heiligdom van Gondwana en De laatste Zwaardvis. Blake en Mortimer ontmoeten hem voor het eerst in Het geheim van de Zwaardvis, deel 1 in de stad Turbat in Pakistan.
Glenn KendallDe politie-inspecteur die Blake en Mortimer helpt gedurende hun avonturen.
Dokter Jonathan SeptimusDe voornaamste slechterik in Het Gele Teken, waarin hij de willoos geworden Olrik gebruikt om de volmaakte robotburger van de toekomst te ontwerpen.
Professor MilochEen geleerde die even begaafd als ethiekloos is. In S.O.S. Meteoren is hij het brein achter de weerterreur. Hij weet ternauwernood aan de kernexplosies te ontkomen, al raakt hij dodelijk aangetast door straling. In zijn laatste maanden maakt hij een ontregelde tijdmachine, waarmee hij Mortimer in De Valstrik als wraak door de eeuwen heen stuurt.
Natasia WardynskaEen jonge Russische spionne voor de Britse geheime dienst. In Het Voronov-complot wordt ze ontmaskerd, maar ze wordt door de Britten uitgeruild met Olrik. Later gaat ze mee in het avontuur in Het heiligdom van Gondwana. Ook keert ze kort terug op pagina 6 en 7 van Het Testament van William S..
Sarah SummertownEen knappe brildragende schrijfster en een jeugdliefde van Philip Mortimer. Het tweetal heeft een aantal maanden een relatie wanneer Philip negentien is. In Het heiligdom van Gondwana ontmoeten de twee elkaar weer na lange tijd. In Het Testament van William S. wordt Elisabeth Summertown geïntroduceerd, de dochter van Sarah Summertown. Zij wordt samen met Philip Mortimer de drijvende kracht in het verhaal, en alles suggereert dat Elisabeth eigenlijk een dochter van Philip zou zijn.
Commissaris PradierHet hoofd van de Parijse afdeling van de DST, die Blake en Mortimer bijstaat bij het oplossen van de misdaden in en rond Parijs.
David HoneychurchDe assistent van kapitein Blake bij MI5.

## Geschiedenis

### Voorgeschiedenis
In 1943/44 verscheen het verhaal De «U» straal in het Vlaamse jeugdblad Bravo!. Jacobs had op verzoek van de redacteur het Flash Gordon-verhaal afgemaakt dat op dat moment in het blad liep. Door de oorlog kwamen de platen uit Amerika niet meer door en Jacobs werd gevraagd het verhaal af te maken. Dat werd goed ontvangen, maar ook dit initiatief werd uiteindelijk door de Duitse bezetters verboden. Jacobs werd daarop gevraagd zijn eigen scienfictionstrip te maken. Dat werd De «U» straal, (met veel Flash Gordon-achtige elementen) en bevat een vroege versie van de hoofdpersonen van de Blake en Mortimer-reeks. Dit verhaal is later in 1973/74 geheel hertekend en aangepast aan de eisen van een stripboek (44 platen van 4 strips).

### Jacobs
In 1946 verscheen het Belgische stripblad Tintin/Kuifje met, naast De avonturen van Kuifje, onder andere deze stripreeks van Edgar P. Jacobs. In de latere albums van Blake en Mortimer na de albums van Jacobs worden diverse verwijzingen gemaakt naar Kuifje, maar in het oorspronkelijke album Kuifje en het Zwarte Goud uit 1950 maakt Hergé een verwijzing naar Blake en Mortimer als Kuifje op pagina 48 zegt: “Men zou geloven hier in de geheime basis van de Zwaardvis te zijn”.
De zorgvuldige manier van documenteren en de zeer gedetailleerde tekenstijl brachten met zich mee dat er maar een handvol verhalen van Jacobs zelf zijn verschenen. Jacobs had met name veel aandacht voor de inkleuring. De inkleuring dient tot het scheppen van contrasten en het suggereren van diepte. Het kleurgebruik van Jacobs werd stilaan meer expressionistisch en bepaalt grotendeels de sfeer die in de verhalen hangt, bijvoorbeeld in Het Gele Teken en S.O.S. Meteoren. Jacobs ging zelfs zover bepaalde tekstblokken in te kleuren. De inkleuring komt volgens kenners het beste tot zijn recht bij de publicatie van de verhalen in het weekblad Pep.
Jacobs stierf in 1987. Zijn laatste verhaal werd afgemaakt door Bob De Moor.

### Na Jacobs
Vanaf de jaren '90 wordt de serie voortgezet door enkele andere auteurs. Wel worden de karakters in deze nieuwe verhalen verder uitgewerkt. Zo wordt in De Sarcofagen van het 6e continent verteld hoe het tweetal elkaar ontmoet. Vooral over de jeugd van Philip Mortimer wordt veel uitgelicht. Ook verschijnen enkele nieuwe personages in beeld.
Op 15 november 2006 overleed plotseling tekenaar René Sterne, die samen met Jean van Hamme werkte aan het Blake en Mortimer-album La Malédiction des Trente Deniers (De Vloek van de Dertig Zilverlingen), dat eind 2006 had moeten verschijnen. Zijn partner, Chantal De Spiegeleer, heeft het verhaal afgetekend.
Jean Van Hamme vermeldde in een interview op ActuaDB als eerste dat in 2012 Yves Sente en André Juillard met een nieuw album (nr. 21) gingen uitkomen. Hijzelf stelde in 2013 met een nieuw album (nr. 22) uit te komen, in samenwerking met Antoine Aubin. Jean Van Hamme zei zelf al jaren dat hij maar drie verhalen voor Blake en Mortimer zou schrijven, maar suggereerde toch dat hij een vierde zou schrijven. Zijn vrouw vroeg hem al jaren om te stoppen met schrijven, maar ze wilde toch nog één Blake en Mortimer zien. Het verhaal zou over politiek gaan. Uiteindelijk werd deel 22, De Septimus-Golf, niet geschreven door Jean Van Hamme maar door Jean Dufaux en schreef Van Hamme pas deel 28.
André Juillard deed aan fans via MarqueJaune.com een oproep om grafisch materiaal uit Reading in Berkshire, Engeland, Valley Thames, vooral van de dokken in 1919 naar hem te sturen. Dit was de eerste aanduiding dat De Eed van de Vijf Lords (Blake en Mortimer nr. 21) zich daar afspeelt.

## Bewerkingen

### Televisieserie
In 1997 werden alle tot dan toe verschenen verhalen verfilmd tot een televisieserie van 13 afleveringen, die ieder ongeveer 50 minuten duurden. Van deze 13 afleveringen waren er 4 speciaal voor deze serie geschreven door scenarist Eric Rondeaux.

### Film
Al een twintigtal jaren probeert men in Europa het populaire verhaal Het Gele Teken te verfilmen tot een live-action film getiteld The Yellow M. Hierin zou/zal Gong Li de rol vertolken van de slechte professor. Hoewel de strip voornamelijk door mannelijke figuren is bevolkt, gaf tekenaar Jacobs indertijd zelf aan een vrouwelijke slechterik in de film te willen. Verder zou/zal James Caviezel als Olrik zijn opwachting maken. In het verleden was er ook sprake van Rufus Sewell als Blake.

### Geïnspireerd doorBlake en Mortimer
Enkele herkenbare zaken uit de strips van Blake en Mortimer worden later bij andere dingen gebruikt:
- De Belgische dj Dr. Lektroluv gebruikt professor Miloch als zijn portrettekening op albumhoezen.
- In 2005 is Schaduw over het Britse Rijk verschenen, van Pierre Veys en Nicolas Barral. In 2011 kwam een tweede deel getiteld Een duivelse valstrik uit. Een derde deel getiteld S.O.S. Meteorologen volgde in 2014.[6] Deze stripreeks De avonturen van Philip en Francis is een parodie op Blake en Mortimer. Qua vormgeving en verhaallijn zijn er sterke overeenkomsten met de originele stripreeks, maar de verhalen zijn luchtiger en grappiger en ook de kleine kantjes van de personages komen aan bod. Naast de hoofdpersonages Blake en Mortimer zijn er ook parodieën van andere personages zoals bijvoorbeeld Olrik en wordt ook in deze reeks de eeuwige strijd tussen goed en kwaad verdergezet.
- De Nederlandse dance-act Atlantic Ocean gebruikt Het raadsel van Atlantis als inspiratiebron voor de single Trance Atlantis (1999). Op de albumhoes en in de videoclip zijn de ruimteschepen uit dit album te zien.